# Buckminsterfullerene
Il buckminsterfullerene (nome IUPAC (C60-Ih)[5,6]fullerene) è il più piccolo fullerene nel quale due pentagoni non condividono un lato. Fu scoperto il 4 settembre 1985.

## Struttura e nomenclatura
Nella struttura del buckminsterfullerene (C60) gli atomi di carbonio (tutti ibridati sp2) si dispongono ai vertici di un particolare poliedro semiregolare: l'icosaedro troncato. Si tratta di uno dei 13 solidi archimedei, le cui facce sono esagoni e pentagoni.
Tale poliedro rappresenta perfettamente la forma dei moderni palloni da calcio, per cui alla molecola fu dato inizialmente il nome di soccerene, da soccer (calcio, in inglese americano).
Il nome attuale è stato dato in onore di Richard Buckminster Fuller (1895-1983), architetto celebre per aver diffuso la cupola geodetica con la forma dello stesso poliedro. Da qui anche il nome scherzoso "buckyball", che identifica tutti i fullereni di forma approssimativamente sferica o ellissoidale (in contrapposizione con "buckytube", che indica i fullereni di tipo tubolare, cioè i nanotubi di carbonio).

## Presenza in natura
Essendo un composto del carbonio si trova facilmente in natura, e non è raro che si trovi anche nella fuliggine, soprattutto nella fuliggine prodotta dalla paraffina fatta bruciare sul bruciatore Bunsen.

## Applicazioni
La molecola di C60 scoperta da Harold Kroto, ha due lunghezze di legame: i legami 6:6 (fra due esagoni) possono essere considerati doppi, e sono più corti di quelli 6:5 (fra un esagono e un pentagono).
Attualmente non hanno applicazioni, ma sono oggetto di numerose ricerche nel campo delle nanotecnologie e della medicina. 
Si tenta di inserire atomi, o piccole molecole, all'interno delle buckyballs, sfruttandole come "cavallo di Troia". Potrebbero infatti trasportare selettivamente nelle cellule tumorali alcuni farmaci mirati, o essere usati nella cura dell'AIDS.

## Possibili pericoli per la salute
Anche se in teoria i buckyballs sono relativamente inerti, una presentazione della American Chemical Society nel mese di marzo del 2004, descritta in un articolo di New Scientist il 3 aprile 2004, suggerisce che la molecola sia nociva agli organismi. Un esperimento condotto da Eva Oberdörster alla Southern Methodist University, ha dimostrato che, introducendo fullerene in acqua in concentrazione pari a 0,5 ppm, una spigola ha sofferto danni cellulari nel tessuto del cervello dopo 48 ore. I danni sono stati identificati come perossidazione lipidica, patologia di cui è nota la capacità di alterare il funzionamento della membrana cellulare. Si sono verificati inoltre cambiamenti infiammatori nel fegato e nell'attivazione dei geni atti alla sintesi di enzimi di riparazione.